# Görbe Nóra
Görbe Nóra (Debrecen, 1956. szeptember 3. –) magyar színésznő, a Linda című televíziós sorozat kapcsán lett ismert.

## Életpályája
Édesapja Görbe János Kossuth-díjas színész, édesanyja Megyeri Éva pedagógus. Gyermekkorában balettozni tanult, ritmikus sportgimnasztikára járt. Tanulmányait zenei általános iskolában és nyelv tagozatos gimnáziumban végezte, majd a Színház- és Filmművészeti Főiskola dráma szakán tanult Horvai István és Kapás Dezső osztályában 1975–1979 között. 1979–1986 között a Mafilm társulatának tagja volt. 1981 óta taekwondózik, zöld öves taekwondós. A nyolcvanas években énekelt az R-GO és az Első emelet együttessel is. 1990–2003 között a Bojtorjánnal énekelt. Öt nagylemeze jelent meg.
Vendégművészként fellépett többek között a Veszprémi Petőfi Színházban, a debreceni Csokonai Nemzeti Színházban, a Radnóti Miklós Színházban, a Játékszínben, a Vidám Színpadon és az Újpest Színházban.

## Magánélete
Gát György rendezőtől két gyermeke született, 1983-ban Anna lánya, 1989-ben pedig Márton fia.
2006-ban férjhez ment Ormos Péter fogorvoshoz, aki 2016. augusztus 14-én hunyt el.

## Színházi szerepei
- William Shakespeare: Ahogy tetszik.....Phoebe
- Shakespeare: Vízkereszt, vagy amit akartok....Viola
- Fazekas Mihály: Lúdas Matyi....Úri dáma
- Balassi Bálint: Szép magyar komédia....Palotabéli hölgy
- Borka asszony és György deák....
- Anton Pavlovics Csehov: Platonov....Szofja; Grekova
- Bertolt Brecht: Baál....
- Lev Tolsztoj: Élő holttest....Szása
- Csurka István: Majális....Joli
- Fejes Endre: Az angyalarcú....Újságárus lány
- Remenyik Zsigmond: Vén Európa Hotel....Anna
- Lakatos László: Vágyom egy ágy után....Jolán
- Vaszary Gábor – Szántó Armand: A hölgy vetkőzik....Monique
- Tabi László: Enyhítő körülmény....Klára
- Hogyan hódítsuk meg a nőket (férfiakat)?....
- Molnár Ferenc: A doktor úr....
- Viktor Szergejevics Rozov: A siketfajd fészke (Játékszín)
- Szomory Dezső: Incidens az Ingeborg hangversenyen
- Spiró György: Nyulak Margitja....Margit
- Molnár Ferenc: Liliom....Julika
- Szép Ernő: Lila akác....Tóth Manci

## Filmek
| - Áramütés (1978) - Hálapénz (1979) - Fábián Bálint találkozása Istennel (1980) - Paraszt Hamlet (1981) - Omlett (1981) - Dögkeselyű (1982) - Jób lázadása (1983) - Könnyű testi sértés (1983) - Elcserélt szerelem (1983) - Egy golyó a szívbe (1986) - Tékasztorik (2017) | - Nyina naplója (1977) - Meztelenül (1978) - Tengerparti nyár (1978) - A felnőttek furcsák néha (1978) - A gyilkos köztünk van (1979) - Szeptember (1979) - Tyúktolvajok (1979) - Tiszteletem, főorvos úr! (1980) - Kulcskeresők (1980) - A rágalom iskolája (1980) - Szegény Avroszimov (1980) - Tisztán vagy szódával (1980) - Családi kör (1981) - A siketfajd fészke (1982) - Faustus doktor boldogságos pokoljárása (1982) - Hiúság vására (1983) - Fabuland (1983) - Linda (1983–1989) - Warrenné mestersége (1984) - Zsarumeló (1987) - Linda mesél (1989) - Új Linda-sorozat 1-5. (2000) |

## Szinkronszerepei
- A mélység fogságában: Claudia – Caitlin Dulany
- Elcsábíthatók: Marie Lehning – Stina Ekblad
- Fekete Péter (Miloš Forman filmje, 1964): Aša – Pavla Martinkova (1981, 2. szinkron)
- Hárman a slamasztikában: Anne – Fay Hauser
- A rendőrség száma 110 – XII/2. rész: Petra (Hans-Joachim Hildebranrandt filmje, 1982): Petra Langer – Karin Düwel
- Kórház a város szélén: Kateřina Sovová – Daniela Kolářová (2. évad és 20 év múlva)

## Diszkográfia

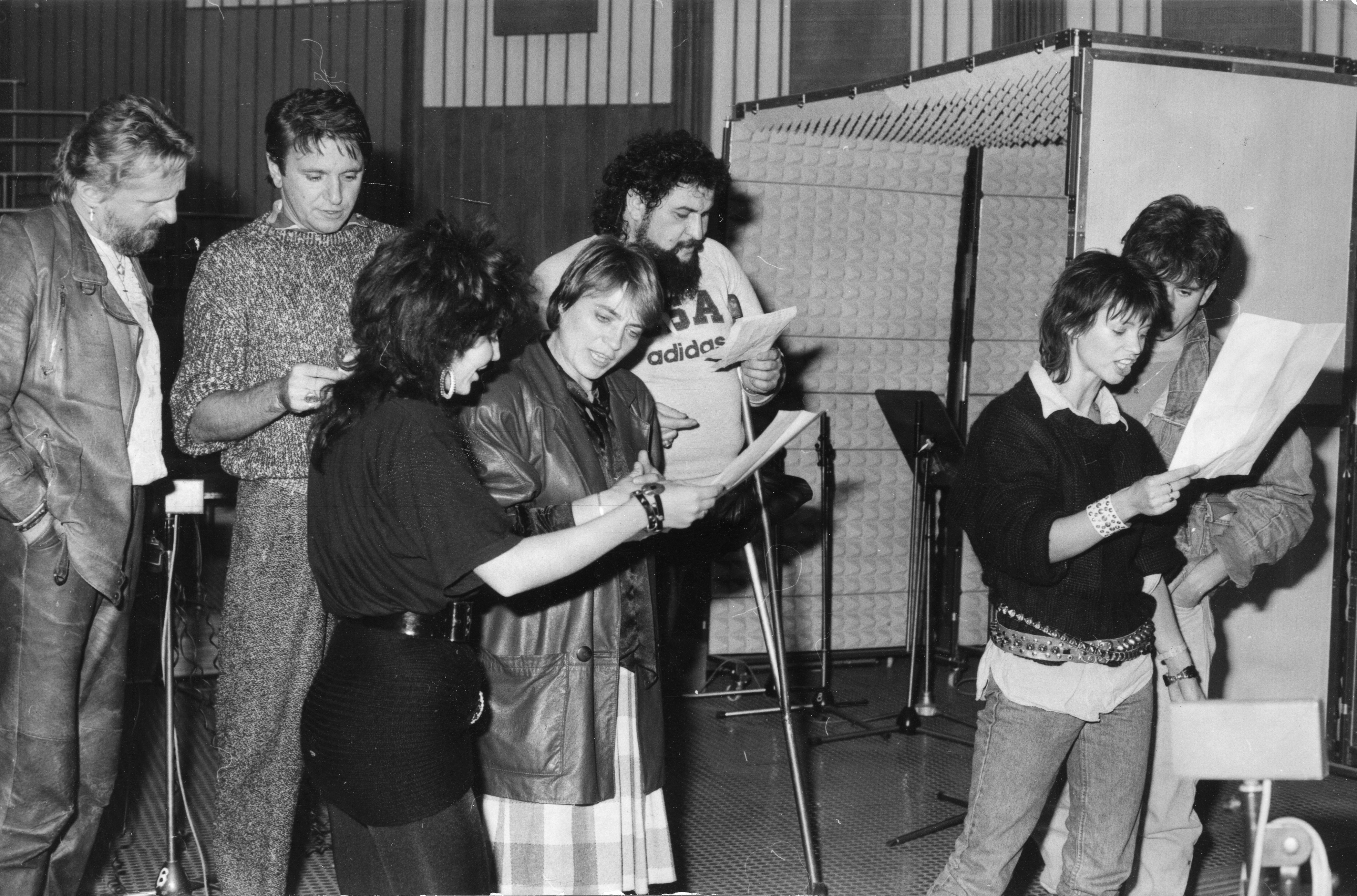
Előkészület a Sportsegély gálaestre (1986)

### Nagylemezek
- Linda – Zöld Öv (1985)
- Hollywood messze van (1986)
- Levél Hollywoodból (1987)
- Anyu Hodmedbe (1987)
- Linda mesél (1988)
- Te szeress legalább (1989)
- Linda mesél (1989)
- Tündéri Lutra buli (1990)
- Erdei gólyabál (1998)
- Linda Remixed (2016)

### Kislemezek
- Linda Theme (2015)
- Linda Remixed 2 (2016)

## Műsorvezetőként
- Vasárnapi turmix (1992–1993)
- 112 (1999)